# Dobri Dobrev
Dobri Dobrev (bulharsky Добри Добрев; 20. července 1914 – 13. února 2018) byl bulharský muž, dárce pravoslavné církve. Narodil se ve vesnici Bailovo. Jeho otec zemřel během první světové války. Při bombardování Sofie za druhé světové války přišel o téměř veškerý sluch. Ve stejné době se oženil a se svou manželkou měl později čtyři děti, přičemž dvě z nich přežil. Sám byl ortodoxním křesťanem a každý den chodil dvacet kilometrů pěšky ke Katedrále svatého Alexandra Něvského v Sofii, kde vybíral peníze na charitativní účely. Později začal jezdit autobusem. Přispěl více než osmdesáti tisíci bulharských levů kostelům, klášterům a dalším podobným institucím. Deset tisíc levů daroval například kostelu svatých Cyrila a Metoděje ve svém rodném Bailově a přes třicet tisíc samotné Katedrále svatého Alexandra Něvského. Zemřel roku 2018 ve věku 103 let.